# 다믈멀티미디어
다믈멀티미디어(Tamul Media Co. Ltd.)는 대한민국의 멀티미디어 반도체를 개발• 판매하는 기능형 반도체 설계 기업이다. 본사는 서울특별시 서초구 서초대로 67 성령빌딩 (방배동 8699,11) 2층에 위치해 있으며 대표이사는 박광식이다.
4족 보행 로봇 사업을 추진하고 있다

## 상장
2007년 10월 19일에 주관사를 로 공모가 4,500원에 코스닥 시장에 상장하였다.

## 참고문헌
1. ↑  다믈멀티미디어, 최대주주 변경 소식에 순매수 1위, 서울경제, 2023-01-31
2. ↑  다믈멀티미디어, 고스트로보틱스에 팔린다, 탑데일리, 2023-01-30
3. ↑  다믈멀티 "허위 사실 유포로 주주피해 우려, 강력한 법적 대응 하겠다", 머니투데이, 2023-03-14